# Allochernes pityusensis
Allochernes pityusensis es una especie de arácnido  del orden Pseudoscorpionida de la familia Chernetidae.

## Distribución geográfica
Se encuentra en las islas Baleares (España).